# Nepostupující porod
Nepostupující porod, známý také jako dystokie, nastává, když dítě během porodu neopustí pánev kvůli fyzickému zablokování, a to navzdory normální kontrakci dělohy. Komplikace pro dítě zahrnují nedostatek kyslíku (porodní asfyxie), který může mít za následek smrt. Zvyšuje se riziko, že dojde k infekci, prasklině dělohy nebo poporodnímu krvácení. Mezi dlouhodobé komplikace pro matku patří poporodní píštěl.  Trvá-li aktivní fáze porodu déle než dvanáct hodin, má za následek prodloužený porod.
Mezi hlavní příčiny nepostupujícího porodu patří velké nebo abnormálně umístěné dítě, malá pánev a problémy s porodním kanálem. Abnormální polohování zahrnuje dystokii ramen, kde přední rameno neprochází snadno pod stydkou kostí. Je to také častější v dospívání, protože pánev možná ještě nedokončila růst. Problémy s porodním kanálem zahrnují úzkou vagínu a hráz, které mohou být způsobeny zmrzačením ženských genitálií nebo nádory. Ke sledování progrese porodu a diagnostikování problémů se často používá partogram. Ten v kombinaci s fyzickým vyšetřením může identifikovat nepostupující porod.
Léčba nepostupujícího porodu může vyžadovat císařský řez nebo vakuovou extrakci s možným chirurgickým otevřením stydké spony. Mezi další opatření patří udržování žen zavodněných a podávání antibiotik, pokud byl amnion protržen déle než 18 hodin. V Africe a Asii nepostupující porod postihuje mezi dvěma a pěti procenty porodů. V roce 2015 se vyskytlo asi 6,5 milionu případů nepostupujícího porodu nebo praskliny dělohy. To mělo za následek 23 000 úmrtí matek z 29 000 úmrtí v roce 1990 (asi 8 % všech úmrtí souvisejících s těhotenstvím).  Je také jednou z hlavních příčin mrtvě narozených. Většina úmrtí na tento stav se vyskytuje v rozvojovém světě.